# Gorkamorka
Gorkamorka är ett strategispel från Games Workshop som spelas med modeller i 28 mm skala för två till åtta spelare. Det utspelar sig på ökenplaneten Angelis i samma universum som spelet Warhammer 40,000 utspelar sig i.